# Инкерманский пещерный монастырь
Инкерма́нский Свя́то-Кли́ментовский пеще́рный монасты́рь — мужской монастырь Симферопольской епархии Русской православной церкви (Московского патриархата), расположенный в Инкермане, пригороде Севастополя.
Основные помещения монастыря — пещерные, высечены в западном обрыве Монастырской скалы, на плато которой сохранились руины средневековой крепости Каламита, основанной в VI веке; в XIV—XV веках крепость вошла в состав православного княжества Феодоро, защищала его порт; в 1475 году захвачена турками. Время основания монастыря определяется историками неоднозначно: от VIII—IX до XIV—XV веков.

## Предание
Возникновение монастыря предание связывает с почитанием Климента, римского епископа (папы), около 92—101 годов сосланного императором Траяном за проповедь христианства в каменоломни близ Херсонеса, проповедовавшего там и убитого (утопленного) по тайному приказу императора. Мощи святого Климента, обретённые через год после его кончины, хранились сначала в подводном гроте близ Херсонеса (где были обретены), доступ в который открывался, по преданию, раз в год, когда — в день смерти праведника — море отступало; потом они были перенесены на небольшой остров (ныне — Казачий остров) посреди бухты, на котором, согласно преданию, руками ангелов была построена церковь. Около 861 года мощи святого Климента были обретены святыми равноапостольными Кириллом и Мефодием при участии херсонесского епископа Георгия блаженного и священников из константинопольского собора святой Софии. Мощи были внесены в Херсонесский храм, и по молитвам святого Климента совершалось много чудес.
Возле монастыря находился водный источник, по преданию открытый чудесным образом святым Климентом для облегчения участи каторжан. Источник пересох в 1970-х годах (возможно — в связи с проводившимися строительными работами), а его вода, постепенно затопила карьер по добыче инкерманского камня, находящийся по другую сторону Монастырской скалы.

## История
Первоначально монастырь был устроен во имя святого Георгия — такое посвящение, по свидетельству дьяка Иакова Лызлова, посетившего Инкерман в марте 1634 года «…а называют де тое церковь святым Юрьем исстари» имел главный храм монастыря.
 Время основания обители А. Л. Якобсон, основываясь на базиликальной форме храма и изображении процветшего креста в нём,, датировал церковь иконоборческим временем — VIII—IX веком. А. Л. Бертье-Делагард относил создание храма и, соответственно, монастыря, ко времени «не ранее XV века», И. И. Толстой и Н. П. Кондаков в труде 1891 года настаивали на XIV—XV веке. Той же датировки придерживается и Юрий Могаричёв, обосновывая период создания храма, одного из самых больших пещерных храмов в Крыму, временем расцвета Каламиты и вообще княжества Феодоро — XIV—XV век. Столь большой объём скальных работ, отделка и роспись храма требовали больших затрат. Учитывая непосредственную связь монастыря с Каламитой, Могаричёв предполагает, что вообще весь монастырь строился в одно время по единому плану и ктитором монастыря мог быть один из правителей Феодоро.
Время прекращения деятельности монастыря связывают с турецким завоеванием Крыма в 1475 году, но более точных сведений нет. Посетивший в 1663 году Инкерман священник Иаков описывал полное запустение во всех местных церквях. Крепость была переименована в Инкерман, что и дало название возникшему здесь городу.
С (8) 19 апреля 1783 года, после присоединения Крыма, город вошёл в состав России.
В 1850 году, по инициативе архиепископа Херсонского и Таврического Иннокентия, монастырь был возобновлён и освящён во имя святого Климента.
В 1867 году был перепланирован и заново открыт пещерный храм святого Мартина-исповедника. В 1895 году в память о спасении царской семьи в железнодорожной катастрофе был построен храм во имя великомученика Пантелеимона. В 1905 году в память о Крымской войне на верхнем плато была построена церковь во имя святого Николая Мирликийского (по проекту архитектора Георгия Долина).
После установления в Крыму Советской власти, в 1922 году из церквей монастыря, для борьбы с голодом, было изъято 68 серебряных предметов. К 1923 году земли монастыря передали Инкерманскому коллективному обществу взаимопомощи, но церкви на тот момент оставались действующими. По договору с Севастопольским райисполкомом от ноября 1925 года действующими остались на два храма: пещерная церковь священномученика Климента (с приделами св. Мартина и апостола Андрея Первозванного) и Троицкая. Сокращение действующих храмов было вызвано необходимостью внесения за них арендной платы, которую община не могла осилить. В 1927 году землетрясение сильно повредило Благовещенскую и Николаевскую церкви, было принято решение их разобрать (закрытая в 1926 году церковь Святого Николая на верхнем плато была полностью уничтожена в 1932 году). К 1928 году община последней работающей церкви св. Климента была распущена, но имеются сведения о её повторной регистрации, «по ходатайству верующих», в декабре 1930 года. В 1931 году, по решению КрымЦИКа, Климентовский храм, последний действующий в монастыре, был закрыт. Ииущество храма (105 ценных предметов на сумму 262 рублей, в том числе «2 мраморных престола, 68 икон, деревянная люстра, 2 дубовых престола, металлический и деревянный иконостасы») передали Севастопольскому музейному объединению. В храме временно размещался запасной приёмный радиоцентр. После закрытия монастыря в нём остались жить: его настоятель Венедикт, отец Прокопий и два 85-летних старца.
Во время Великой Отечественной войны в пещерах монастыря размещался штаб 25-й Чапаевской дивизии Приморской армии РККА. В июне 1942 года солдаты этой дивизии на Инкерманских высотах сдерживали немецкие войска, рвавшиеся к Севастополю.
С 1991 года трудами настоятеля архимандрита Августина (Половецкого †1996), братии и мирян началось постепенное возрождение монастыря, были восстановлены храмы и келейные корпуса. Из Киева была передана частица честной главы святого священномученика Климента; рака со святыми мощами установлена в боковом нефе Свято-Климентовского храма. В монастыре ныне находится 5 действующих храмов: три пещерных (в честь священномученика Климента, святителя Мартина Исповедника, святого апостола Андрея Первозванного) и два наземных (Святой Троицы и великомученика Пантелеймона Целителя).
26 января 2019 года были возобновлены ежеседмичные богослужения в пещерном храмовом комплексе, в храме Климента Римского.

## Железная дорога
В настоящее время железная дорога на участке между станциями 1529 км и 1531 км проходит через территорию монастыря. Проход между сторонами осуществляется через проход в насыпи. В 2021 году Крымская железная дорога пообещала построить новую трассу в обход монастыря «на максимальном отдалении от храма через инкерманские каменоломни». Новый путь пройдет по эстакаде западнее монастыря, ближе к реке Чёрной, частично над Симферопольским шоссе. Проект был разработан по заказу Крымской железной дороги и 28 марта 2024 года утвержден.